# Peter T. Kirstein
Peter Thomas Kirstein (né Kirschstein le 20 juin 1933 à Berlin et mort le 8 janvier 2020 à Londres) est un informaticien britannique qui a joué un rôle dans la création d'Internet. Il a réalisé la première interconnexion sur ARPANET en 1973, en fournissant un lien vers les réseaux universitaires britanniques, et a joué un rôle déterminant dans la définition et la mise en œuvre des protocoles TCP/IP aux côtés de Vint Cerf et de Robert Elliot Kahn.
Kirstein est  cité comme le « père de l'Internet européen »,,,.
Kirstein est aussi connu pour avoir créé le premier message électronique officiel de la reine Élisabeth II en 1976,.

## Formation et jeunesse
Kirstein est né le 20 juin 1933 à Berlin, fils d'un couple de dentistes juifs. Sa mère, née à Londres, avait la nationalité britannique. Craignant pour sa sécurité dans l'Allemagne nazie, la famille immigre au Royaume-Uni en 1937. 
Kirstein fait des études secondaires à la Highgate School dans le nord de Londres,  puis il obtient un Bachelor of Arts à l'université de Cambridge en 1954, une maîtrise en 1955 et un doctorat en génie électrique à l'université Stanford, en 1957, et un doctorat en sciences (DSc) en ingénierie à l'université de Londres .

## Carrière et recherche
Kirstein est membre du  CERN de 1959 à 1963. Il effectue des recherches pour General Electric à Zurich de 1963 à 1967. Il connaissait alors Vint Cerf. De 1970 à 1973, Kirstein est professeur à l'Institute of Computer Science (en) (Institut d'informatique de l'Université de Londres ou ICS), puis il rejoint l'University College de Londres en 1973, où il est le premier directeur du département d'informatique de 1980 à 1994. Il y dirige les recherches de Jon Crowcroft,.

## Développement d'Internet
S'appuyant sur les travaux de Donald Davies au National Physical Laboratory dans les années 1960, le groupe de recherche de Kirstein à l'University College London est devenu en 1973 l'une des deux connexions internationales sur ARPANET, aux côtés de la Norvège (NORSAR et NDRE ),,. L'University College London a ensuite fourni une passerelle entre l'ARPANET et les réseaux universitaires britanniques, ce qui devient le premier réseau de  partage de ressources.
Les recherches menées par Robert Elliot Kahn à la DARPA et de Vint Cerf à l'Université Stanford puis à la DARPA, ont abouti à la formulation du Internet Protocol (TCP) avec ses Request for comments, les pécification  écrite par Cerf avec Yogen Dalal et Carl Sunshine en décembre 1974. L'année suivante, les tests ont commencé par des implémentations simultanées à Stanford, à l'University College London et par Bolt, Beranek and Newman. La connexion ARPANET à l'UCL s'est ensuite transformée en SATNET transatlantique. Une expérience d'interconnexion bidirectionnelle, puis tripartite, reliant l'UCL, via SATNET, à des nœuds de l'ARPANET et à un véhicule mobile du PRNET a eu lieu en 1977.
Kirstein et les membres de son équipe ont participé aux réunions de l'Internet Experiment Note à partir de mars 1977.  Son groupe de recherche à l'UCL a joué un rôle important dans les tout premiers travaux expérimentaux sur ce qui est devenu le TCP/IP, . En 1978, au début du développement du TCP/IP, Kirstein a co-écrit avec Vint Cerf l'un des premiers articles techniques  sur le concept d'interconnexion de réseaux. Kirstein a présidé le Conseil de coopération internationale (ICB) créé par Cerf en 1979 pour coordonner les activités de développement de la recherche sur les satellites de transmission par paquets,. L'UCL a adopté TCP/IP en novembre 1982, avant l'ARPANET, devenant ainsi l'un des premiers nœuds d'Internet,.
Début 1983, Kirstein a présidé le Conseil de collaboration internationale, qui impliquait six pays de l'OTAN, il a siégé au Groupe de mise en réseau du Comité scientifique de l'OTAN (dont il a été président en 2001) et a siégé aux comités consultatifs du Conseil australien de la recherche, du ministère canadien des Communications, du GMD allemand et du projet de réseau indien d'éducation et de recherche (ERNET). Il a dirigé le projet Silk, qui a fourni un accès Internet par satellite aux nouveaux états nouvellement indépendants du Caucase du Sud et d'Asie centrale.

## Prix et distinctions
Kirstein a été nommé Commandeur de l'Ordre de l'Empire britannique (CBE) pour son travail sur Internet. Il était également membre de la Royal Academy of Engineering, membre de l'Institute of Electrical and Electronics Engineers, membre honoraire étranger de l'Académie américaine des arts et des sciences et membre distingué de la British Computer Society. Il a reçu le prix SIGCOMM en 1999 et le prix Jon-Postel en 2003. Il a été élu membre de l'Académie nationale d'ingénierie des États-Unis en 2009
En 2012, Kirstein a été intronisé au Temple de la renommée d'Internet.  En 2015, il a reçu le prix Marconi.

## Article liés
- Cambridge Ring (en) (réseau informatique)
- Donald Davies
- Louis Pouzin
- Sylvia Wilbur (en), une informaticienne qui a travaillé pour Kirstein dans ses premières recherches sur ARPANET
- Centre informatique de l'Université de Londres